# Joel Obi
Joel Chukwuma Obi (mer känd som Joel Obi) född den 22 maj 1991 i Lagos, Nigeria, är en nigeriansk fotbollsspelare (mittfältare) som spelar för Salernitana i Serie A.

## Karriär
Den 20 juli 2022 värvades Obi av Reggina, där han skrev på ett tvåårskontrakt.